# Отклонение (музыка)
Отклоне́ние (нем. Ausweichung, англ. transition) в системе гармонической тональности — кратковременный переход из одной тональности в другую. Как правило, отклонение совершается путём введения побочных тональных функций (доминанты, реже субдоминанты) к какому-либо аккорду, который в гармонической логике целого трактуется (и воспринимается слухом) как местная тоника.
Отклонение трудно отличить от модуляции при увеличении формального масштаба раздела, представляющего субсистему основного тонального лада, особенно если в этой субсистеме тональные функции развёрнуты с той же степенью широты и детализации, как и в основной тональности музыкальной пьесы.
На русском языке термин «отклонение» утвердился в конце XIX в. В частности, отклонение от модуляции отличает Н. А. Римский-Корсаков в своём знаменитом «Практическом учебнике гармонии»:

Отклонением зовется такая модуляция, в которой последующий строй только слегка затрагивается, выражаясь иногда лишь в одном аккорде, и вновь покидается для возвращения в первоначальный или для нового отклонения в один из близких строев.— Римский-Корсаков Н. А. Практический учебник гармонии. — СПб., 1886. — С. 59.
Большую роль в становлении понятия отклонения сыграли переводы с немецкого учебников по гармонии и «Музыкального словаря» Гуго Римана.